# 和田梨乃子
和田 梨乃子（わだ りのこ、1999年4月19日 - ）は、日本の柔道選手である。兵庫県・尼崎市出身。階級は78kg級。身長163cm。血液型はA型。組み手は左組み。得意技は内股

## 経歴
柔道は7歳の時に天崎講武会で始めた。小学校5年の時に全国小学生学年別柔道大会の40kg超級で2位になった。6年の時には45kg超級に出場するが3回戦で敗れた。
愛知県の大成中学へ進むと、1年の時には近代柔道杯で優勝した。2年の時には全国中学校柔道大会の個人戦63kg級では5位だったが、団体戦では優勝した。近代柔道杯では決勝で大成中学Bチームを破って2連覇した。全国中学校柔道大会個人戦70kg級で優勝すると、団体戦でも優勝を成し遂げた。さらにマルちゃん杯でも優勝して、中学団体3冠(近代柔道杯、全国中学校柔道大会、マルちゃん杯)を達成した。
愛知県の大成高校に進むと、1年の時には全日本カデで3位になった。全国高校選手権では無差別に出場して70kg級の選手ながらオール一本勝ちで決勝まで進むも、敬愛高校2年の児玉ひかるに内股で敗れて2位だった。2年の時には金鷲旗決勝の敬愛高校戦で新森涼に敗れて2位だった。インターハイの個人戦では3回戦で敗れた。一方で、団体戦では準々決勝まで勝利すると準決勝の敬愛高校戦で新森と引き分けるが、代表戦でエースの粂田晴乃が児玉を破った。決勝は出場しなかったが粂田らが勝利してチームは優勝した。国体少年女子の部では愛知県チームの一員として優勝に貢献した。全国高校選手権の個人戦無差別では昨年に続いて決勝まで進むが、南筑高校1年の素根輝に合技で敗れて再び2位にとどまった。団体戦では決勝で夙川学院高校と対戦すると、大将戦で優勢勝ちするが、相手先鋒の阿部詩があげた反則勝ちを上回れず2位に終わった。金鷲旗では準決勝の南筑高校戦で素根に大将勝負まで持ち込まれると、技ありで敗れて3位にとどまった。インターハイ団体戦では第1シードながら初戦の帝京高校戦で敗れるも、個人戦では78kg級に階級を上げてオール一本勝ちで優勝した。全日本ジュニアでは決勝で三井住友海上の梅津志悠に内股すかしで敗れて2位だった。講道館杯では決勝で自衛隊体育学校の濱田尚里と対戦すると、技ありを先取しながら技ありを取り返された直後に腕挫十字固で一本負けして2位だった。12月のグランドスラム・東京では2回戦でオランダのフーシェ・ステーンハイスにGSに入ってから技ありで敗れた。2018年2月のヨーロッパオープン・ローマではオール一本勝ちしてシニアの国際大会初優勝を飾った。
4月からは三井住友海上女子柔道部の所属となった。体重別では準決勝で濱田に合技で敗れて3位だった。8月の実業個人選手権では準決勝で綜合警備保障の梅木真美に技ありで敗れて3位だった。9月の全日本ジュニアでは決勝で夙川学院高校3年の長谷川瑞紀を小外掛で破って優勝した。10月の世界ジュニアでは3回戦の技あり優勢勝ち以外は全て一本勝ちして決勝まで進むと、クロアチアのカルラ・プロダンを合技で破って優勝した。11月の講道館杯では準決勝で梅木に反則負けすると、3位決定戦はケガで棄権して5位だった。2019年4月の体重別では初戦でコマツの佐藤瑠香に内股返の技ありで敗れた。6月のオーストリアジュニア国際では初戦でドイツの選手に敗れた。9月の全日本ジュニアでは決勝で富士学苑高校3年の黒田亜紀に内股で敗れて2位にとどまった。10月の世界ジュニアでは決勝でオランダのレネー・ファンハルセラールを大外刈の技ありで破って、今大会2連覇を達成した。11月の講道館杯では決勝で梅木に小外掛で敗れて2位だった。グランドスラム・大阪では3回戦で元世界チャンピオンであるブラジルのマイラ・アギアルを横四方固で破るも、準々決勝でフランスのファニー＝エステル・ポスビトに技ありで敗れると、その後の3位決定戦でもコマツの泉真生に技ありで敗れて5位だった。なお、2020年9月いっぱいで三井住友海上を退社した。10月の講道館杯では自身及び、同時期に三井住友海上を辞めた63㎏級の鍋倉那美の頭文字を取ったNAWACLUB名義での出場となったが、初戦で富士学苑高校3年の平野友萌に技ありで敗れた。現時点ではJOCの就職支援制度「アスナビ」に登録して次の就職先を探している状態だという。2021年4月からはパーク24の所属となった。体重別では初戦でコマツの泉真生に反則負けした。12月の全日本選手権では3回戦で近畿大学3年の長谷川瑞紀に縦四方固で敗れた。2022年10月の講道館杯は3位だった。2023年の体重別では初戦で敗れた。実業個人選手権では優勝した。9月のグランドスラム・バクーでは準々決勝で元世界チャンピオンであるブラジルのマイラ・アギアルに技ありで敗れると、その後の3位決定戦でも綜合警備保障の梅木真美に大外返で敗れて5位だった。11月の講道館杯では3位だった。2024年3月のグランプリ・リンツでは準決勝でウクライナのユリア・クルチェンコ、3位決定戦でもクロアチアのカルラ・プロダンに敗れて5位にとどまった。4月の体重別では準決勝で自衛隊体育学校の濵田尚里に横四方固で敗れて3位だった。6月の実業団体2部では優勝した。

## 戦績
- 2010年 -　全国小学生学年別柔道大会　2位　(40kg超級)
- 2013年 -　近代柔道杯　優勝
- 2013年 -　全国中学校柔道大会　個人戦(63kg級)　5位　団体戦　優勝
- 2014年 -　近代柔道杯　優勝
- 2014年 -　全国中学校柔道大会　個人戦(70kg級)　優勝　団体戦　優勝
- 2014年 -　マルちゃん杯　団体戦　優勝
- 2015年 -　全日本カデ　3位
- 2016年 -　全国高校選手権　2位(無差別)
- 2016年 -　全日本カデ　3位
- 2016年 -　金鷲旗　2位
- 2016年 -　インターハイ　団体戦　優勝
- 2016年 -　国体少年女子の部　優勝
- 2017年 -　全国高校選手権　個人戦(無差別)　2位　団体戦　2位
- 2017年 -　金鷲旗　3位

78kg級での戦績
- 2017年 -　インターハイ　優勝
- 2017年　- 全日本ジュニア　2位
- 2017年 -　国体　3位
- 2017年　- 講道館杯　2位
- 2017年 -　エクサンプロバンスジュニア国際　優勝
- 2018年 -　ヨーロッパオープン・ローマ　優勝
- 2018年 -　体重別　3位
- 2018年 - 実業個人選手権　3位
- 2018年　- 全日本ジュニア　優勝
- 2018年 -　世界ジュニア　優勝
- 2018年 -　講道館杯　5位
- 2019年　- 全日本ジュニア　2位
- 2019年 -　世界ジュニア　優勝
- 2019年 -　講道館杯　2位
- 2019年 -　グランドスラム・大阪　5位
- 2022年 -　全日本強化選手選考会　3位
- 2022年 -　講道館杯　3位
- 2023年 -　実業個人選手権 優勝
- 2023年 -　グランドスラム・バクー　5位
- 2023年 -　講道館杯　3位
- 2024年 -　グランプリ・リンツ　5位
- 2024年 - 体重別 3位
- 2024年 - 実業団体2部　優勝

(出典、JudoInside.com)